# Landschaftsbestandteil 'Peterleinstein'
Landschaftsbestandteil 'Peterleinstein' este o arie protejată (arie specială de conservare — SAC, sit de importanță comunitară — SCI) din Germania întinsă pe o suprafață de 11,11 ha, integral pe uscat.

## Localizare
Centrul sitului Landschaftsbestandteil 'Peterleinstein' este situat la coordonatele 50°09′25″N 11°35′51″E / 50.1569°N 11.5975°E.

## Înființare
Situl Landschaftsbestandteil 'Peterleinstein' a fost declarat sit de importanță comunitară în martie 2001 pentru a proteja 1 specie de plante. Situl a fost protejat și ca arie specială de conservare în aprilie 2016.

## Biodiversitate
Situată în ecoregiunea continentală, aria protejată conține 4 habitate naturale: Fânețe montane, Grohotișuri silicioase medio-europene, la altitudine înaltă, Pante stâncoase silicioase cu vegetație casmofită, Roci stâncoase cu vegetație pionieră de Sedo-Scleranthion sau Sedo albi-Veronicion dillenii.
La baza desemnării sitului se află o specie protejată de  plante: Asplenium adulterinum.